# Edith Clarke
Edith Clarke (Howard County (Maryland), 10 februari 1883 – Baltimore, 29 oktober 1959) was de eerste vrouw in de Verenigde Staten die zowel professioneel werkzaam was als elektrotechnisch ingenieur als de eerste vrouwelijke hoogleraar elektrotechniek aan de Universiteit van Texas in Austin. Naar haar is de in de draaistroom toegepaste Clarke-transformatie vernoemd.

## Biografie
Clarke werd geboren in Howard County, Maryland, als een van de negen kinderen van de advocaat John Ridgely Clarke en Susan Dorsey Owings. Nadat ze op twaalfjarige leeftijd wees was geworden werd ze grootgebracht door een oudere zus. Haar erfenis gebruikte ze om wiskunde en astronomie te studeren aan Vassar College, waar ze in 1908 als bachelor (B.S.) afstudeerde.
Na haar studie doceerde Clarke wis- en natuurkunde aan een private meisjeschool in San Francisco en aan Marshall College. In de herfst van 1911 ging ze civiele techniek studeren aan de Universiteit van Wisconsin-Madison. Aan het eind van haar eerste studiejaar nam ze een zomerbaan aan als computer-assistent bij AT&T-onderzoeker George A. Campbell. Dit werk vond ze zo interessant dat ze na de zomer aanbleef als "rekenaar" bij AT&T. Ze rekende voor Campbell, die wiskundige methoden gebruikte om problemen van elektrische transmissies over lange afstand op te lossen. Naast haar werk bij AT&T studeerde ze 's nachts elektrotechniek aan de Columbia-universiteit.
In 1918 verliet ze AT&T om een opleiding elektrotechniek te volgen aan het Massachusetts Institute of Technology, waar ze in juni 1919 als eerste vrouwelijke student van die opleiding een mastergraad wist te behalen. Bij haar proefschrift werd Clarke begeleid door Arthur Edwin Kennelly en kreeg de titel: "Behavior of a lumpy artificial transmission line as the frequency is indefinitely increased".
Omdat ze geen werk als ingenieur kon vinden, ging Clarke bij General Electric (GE) in Schenectady aan de slag als computer-toezichthouder op de afdeling Turbine Engineering. Gedurende deze tijd vond ze de Clarke-calculator uit, een eenvoudige grafisch apparaat die vergelijkingen oploste met betrekking tot elektrische stroom, spanning en impedantie in hoogspanningsnetten. Het apparaat kon lineaire vergelijkingen met hyperbolische functies tien keer sneller oplossen dan eerdere toegepaste methoden. Voor deze rekenmachine diende ze in 1921 een patent in, die in 1925 aan haar werd verleend.
In 1921 nam Clarke een verlof van GE om natuurkunde te doceren aan het Constantinopel Women's College in Turkije. Het volgende jaar keerde ze terug naar GE op de afdeling Central Station Engineering, als de eerste professionele vrouwelijke elektrotechnicus in de Verenigde Staten. In 1945 ging ze met pensioen bij General Electric. Na haar pensionering was Clarke van 1947 tot 1956 hoogleraar elektrotechniek aan de Universiteit van Texas in Austin.

## Werk
Haar wiskundige achtergrond hielp Clarke om bekendheid te verwerven in het vakgebied van de elektrotechniek. Op 8 februari 1926 werd ze de eerste vrouwelijk ingenieur die een artikel mocht presenteren op de jaarlijkse bijeenkomst van het American Institute of Electrical Engineers (AIEE). In haar artikel, "Steady-state stability in Transmission Systems" welke naderhand ook werd gepubliceerd in het AIEE-tijdschrift, beschreef Clarke hoe hyperbolische functies gebruikt konden worden om het maximale vermogen van een elektriciteitsnet te bepalen zonder dat deze instabiel wordt.
Dit werk was belangrijk omdat elektriciteit over steeds langere afstanden getransporteerd moest worden, wat leidde tot grotere belastingen en meer kans op systeeminstabiliteit; haar artikel leverde een rekenkundig model op dat toegepast kon worden op grotere systemen. Twee van haar latere artikelen werden door de AIEE beloond: de Best Regional Paper Prize in 1932 en de Best Nationale Paper Prize in 1944. Edith Clarke schreef een invloedrijk, tweedelig leerboek op het gebied van de energietechniek, "Circuit Analysis of AC Power Systems", gebaseerd op haar aantekeningen voor lezingen aan GE-ingenieurs, die in respectievelijk 1943 en 1950 werden gepubliceerd.
In 2015 werd Clarke postuum opgenomen in de National Inventors Hall of Fame.